# Rossinière
Rossinière is een gemeente en plaats in het Zwitserse kanton Vaud en maakt sinds 1 januari 2008 deel uit van het district Riviera-Pays-d'Enhaut. Voor 2008 maakte de gemeente deel uit van het toenmalige district Pays-d'Enhaut. Rossinière telt 501 inwoners.
In Rossinière bevindt zich Le Grand Chalet, het voormalige huis van de schilder Balthus. Zijn atelier is eenmalig geopend geweest voor publiek. Op La Placette is een museum over Balthus te vinden. 's Zomers loopt er een kunstroute door Rossinière. Daarnaast zijn er nog meer interessante bezienswaardigheden, zoals het kerkje dat al sinds 1624 in gebruik is.
Ook staat in Rossinière het huis waarin Frits Philips gewoond heeft. Het is nu in gebruik als psychiatrische instelling. Tegenover dit huis wordt in het Nederlands personal mental coaching gegeven. In de buurt zijn verschillende wintersportfaciliteiten te vinden.